# Cézium-azid
A cézium-azid a hidrogén-azid céziumsója, képlete CsN3.

## Előállítása
A cézium-azidot cézium-hidroxid és hidrogén-azid reakciójával lehet előállítani:
{\displaystyle \mathrm {HN_{3}+CsOH\longrightarrow CsN_{3}+H_{2}O} }
Vagy cézium-karbonát és hidrogén-azid reakciójával:
{\displaystyle \mathrm {Cs_{2}CO_{3}+2\ HN_{3}\longrightarrow 2\ CsN_{3}+CO_{2}+H_{2}O} }

## Tulajdonságai
A cézium-azid szobahőmérsékleten szilárd anyag, tetragonális kristályszerkezetben kristályosodik, tércsoport I4/mcm és Z=4.

## Felhasználása
Nagy tisztaságú cézium előállítására használják.

## Fordítás
- Ez a szócikk részben vagy egészben  a   Caesiumazid című német Wikipédia-szócikk ezen változatának fordításán alapul.  Az eredeti cikk szerkesztőit annak laptörténete sorolja fel. Ez a jelzés csupán a megfogalmazás eredetét és a szerzői jogokat jelzi, nem szolgál a cikkben szereplő információk forrásmegjelöléseként.